# Zorse

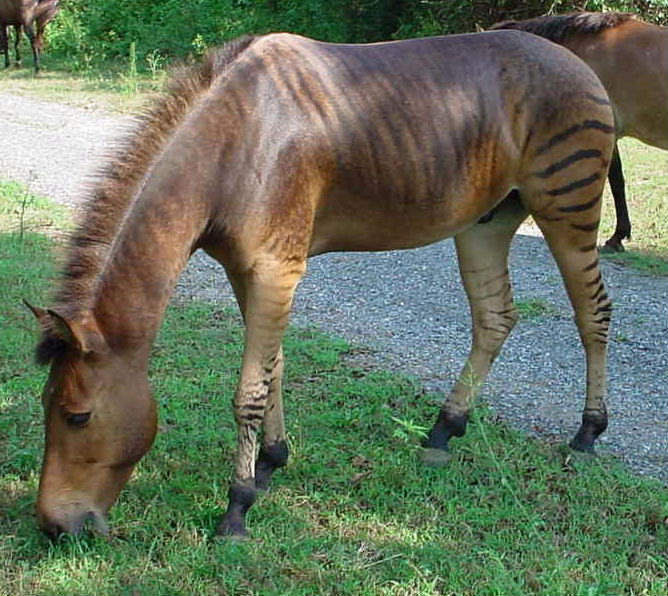
En zorse.

Zorse är det engelska namnet på den sterila avkomman av en zebrahingst och ett häststo. Färgen är ljusbrun med ränder som hos zebran, manen och svansen är något mörkare. En zorse brukar vara något mellan 120-160 cm.
På senare tid, och särskilt i USA, har zorsen blivit ett cirkus- eller underhållningsdjur. Den är mycket vanligare där än i Europa eftersom det finns cirka femtio uppfödare, och antalet zorses uppskattas till mellan 300 och 400 på amerikansk mark jämfört med cirka tjugo utanför USA..